# Flamanville (Manche)
Flamanville [flamɑ̃vil] ist ein französisches Dorf mit 509 Einwohnern (Stand 2024) und Hauptort der gleichnamigen Gemeinde im Département Manche in der Region Normandie. Die Einwohner nennen sich Flamanvillais. Bekannt ist der Ort vor allem durch das auf dem Gemeindegebiet befindliche Kernkraftwerk Flamanville.

## Toponymie
Flamanville leitet sich aus dem französischen Patronym Flamenc ab, gefolgt von der französischen Endung ville (Stadt).

## Geografie

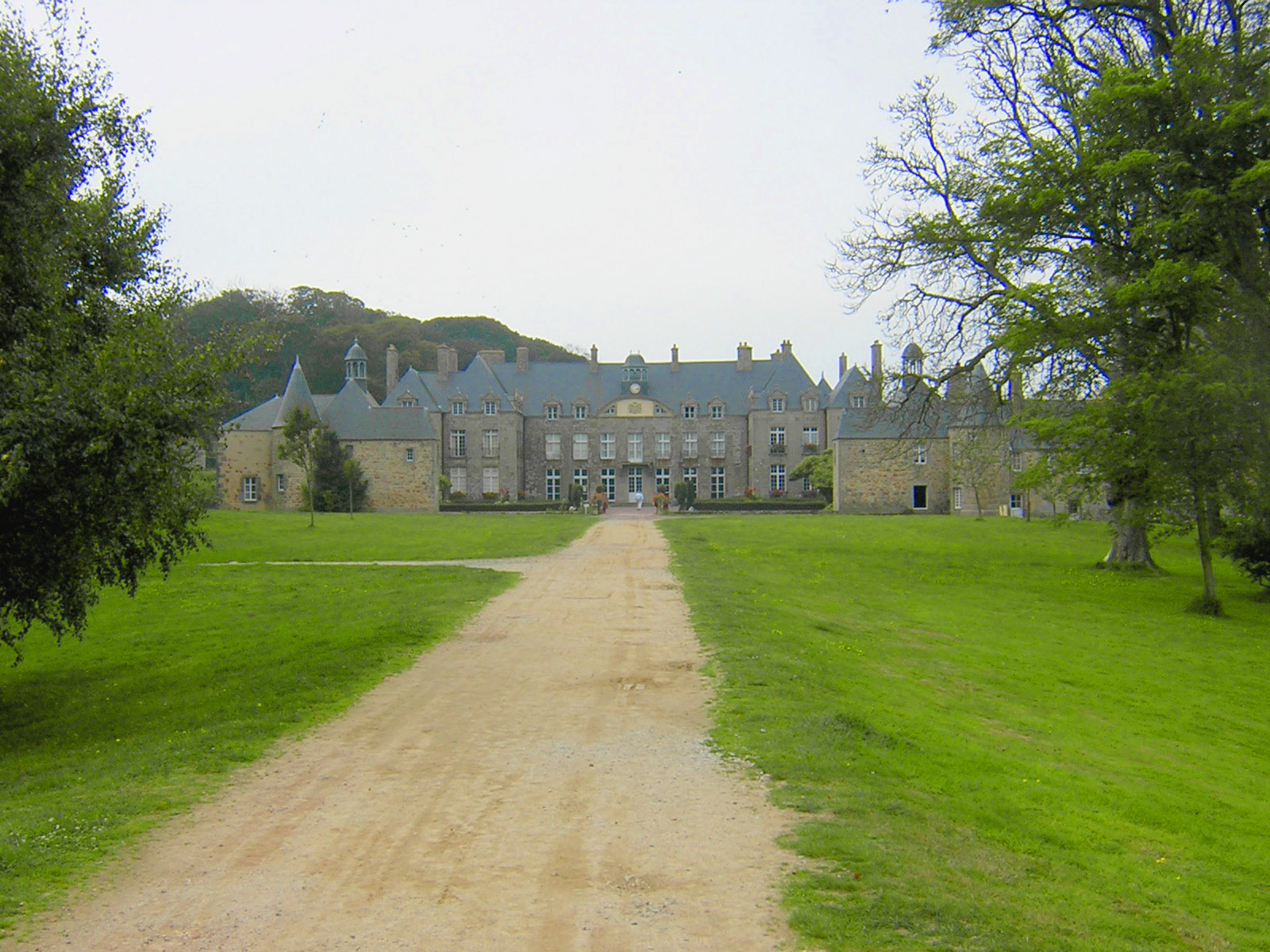
Château de Flamanville

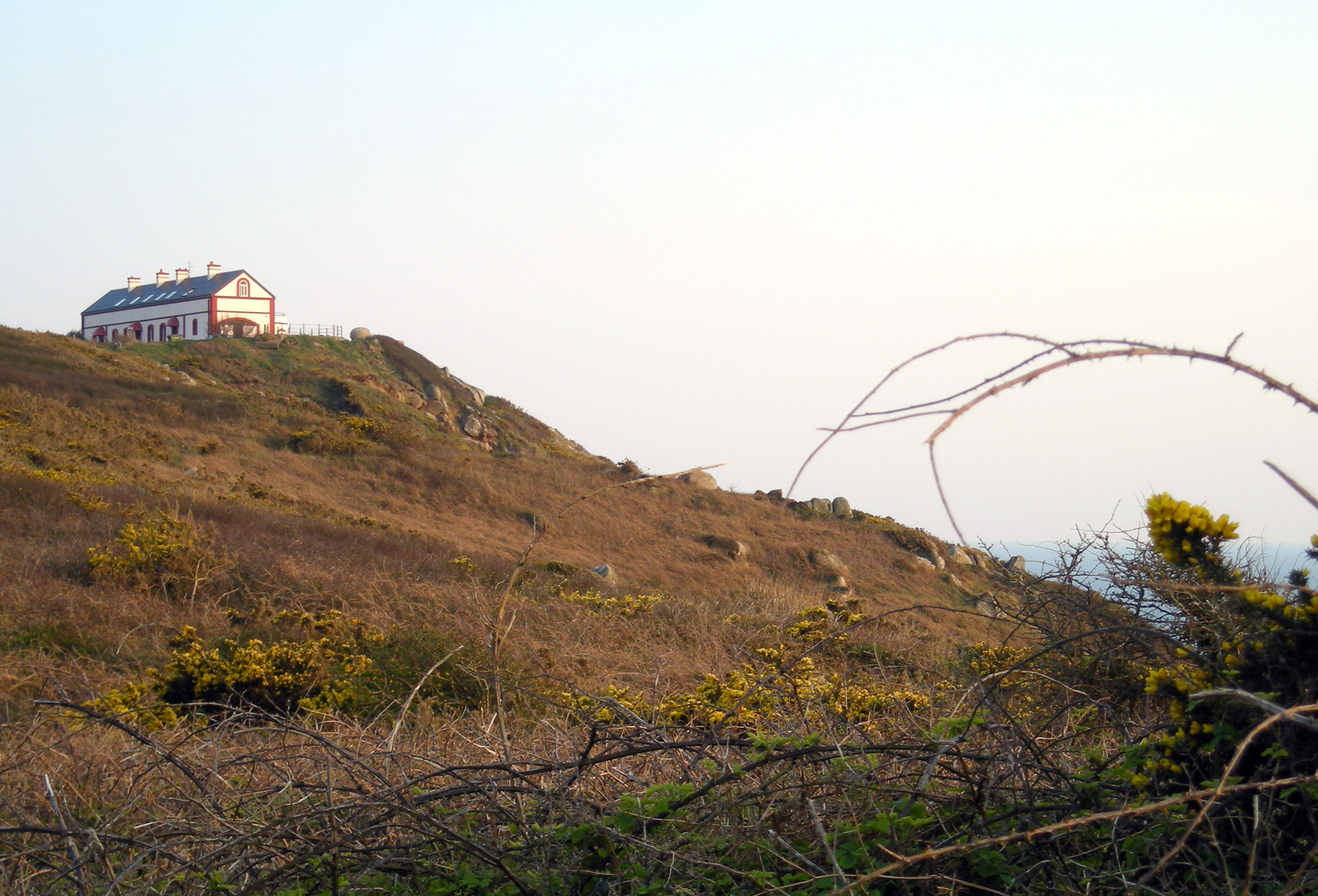
Semaphor

Flamanville liegt an der Westküste der Halbinsel Cotentin. Das Kap von Flamanville befindet sich zwischen dem Kap la Hague im Norden und dem Kap Carteret im Süden. Der Ort ist für seinen variszischen Flamanville-Granit bekannt, der in allen französischen Geologiebüchern erwähnt wird.
Der Betrieb einer Eisenerz-Lagerstätte (aus Sedimentgesteinen) dauerte bis 1962. Dabei wurde das Eisenerz im Untertagebau unter dem Meer abgebaut. Der Abtransport erfolgte seit 1910 über eine von der Leipziger Firma Adolf Bleichert & Co. gebaute Seilbahn, die damals den Weltrekord in Sachen Transportkapazität hielt. Da das Wasser aus den ausgebeuteten Lagerstätten nicht mehr abgepumpt wird, sind heute die Stollen mit Wasser gefüllt.

### Trou Baligan
Dieses Loch (trou) reichte 200 m weit in den Granit. Nach einer lokalen Überlieferung waren nach der Flut schaurige Geräusche zu hören, die man auf einen Drachen zurückführte. Im Jahr 448 soll Saint Germain à la Rouelle aus Irland dort gelandet sein und das Monster besiegt haben, das daraufhin in Granit verwandelt wurde. Die sichtbaren roten Adern aus Eisenmineralien im Gestein sollen an das Blut des Drachen erinnern.
Das Trou Baligan musste beim Bau des Kernkraftwerks weichen.

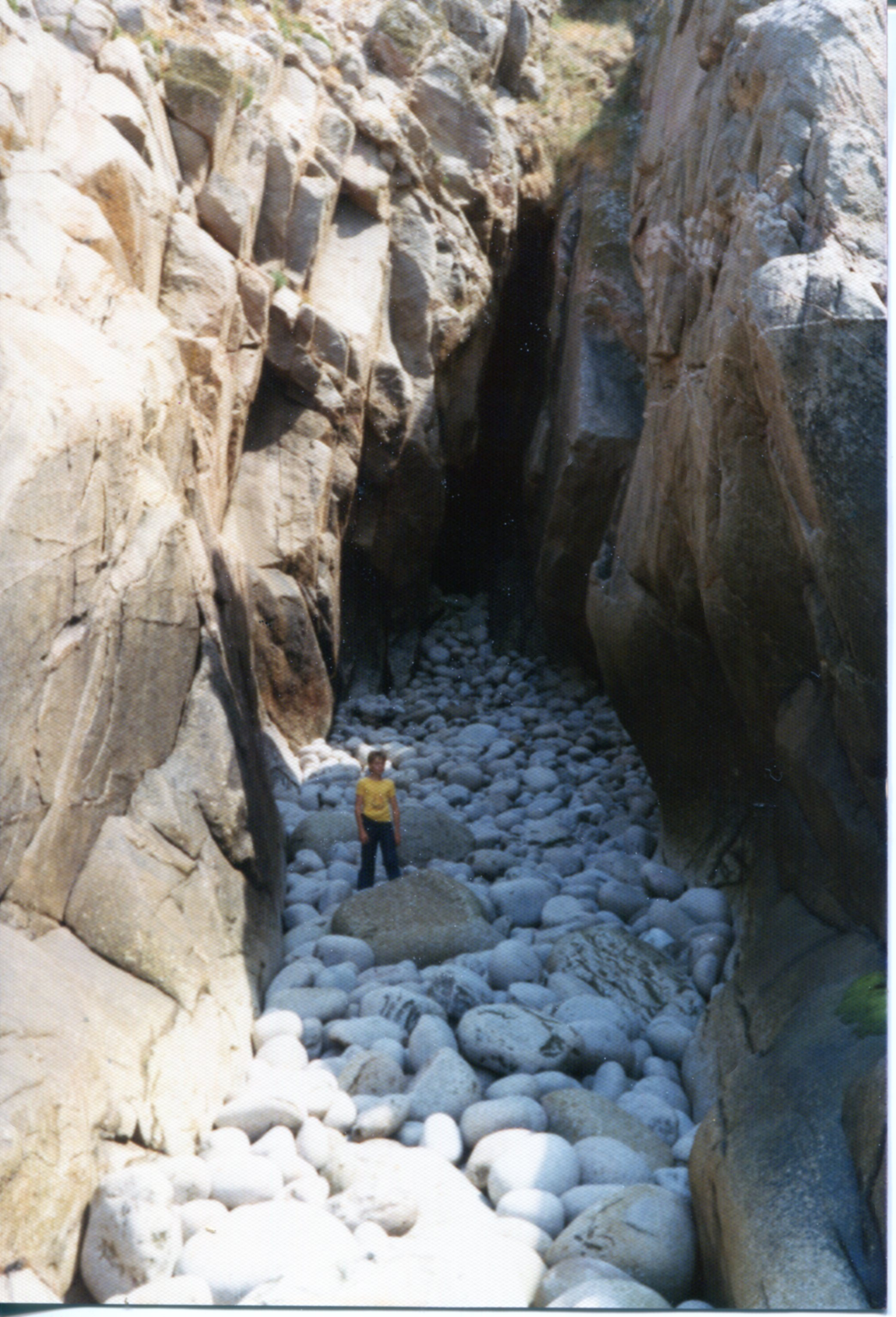
Ehemaliges Trou Baligan
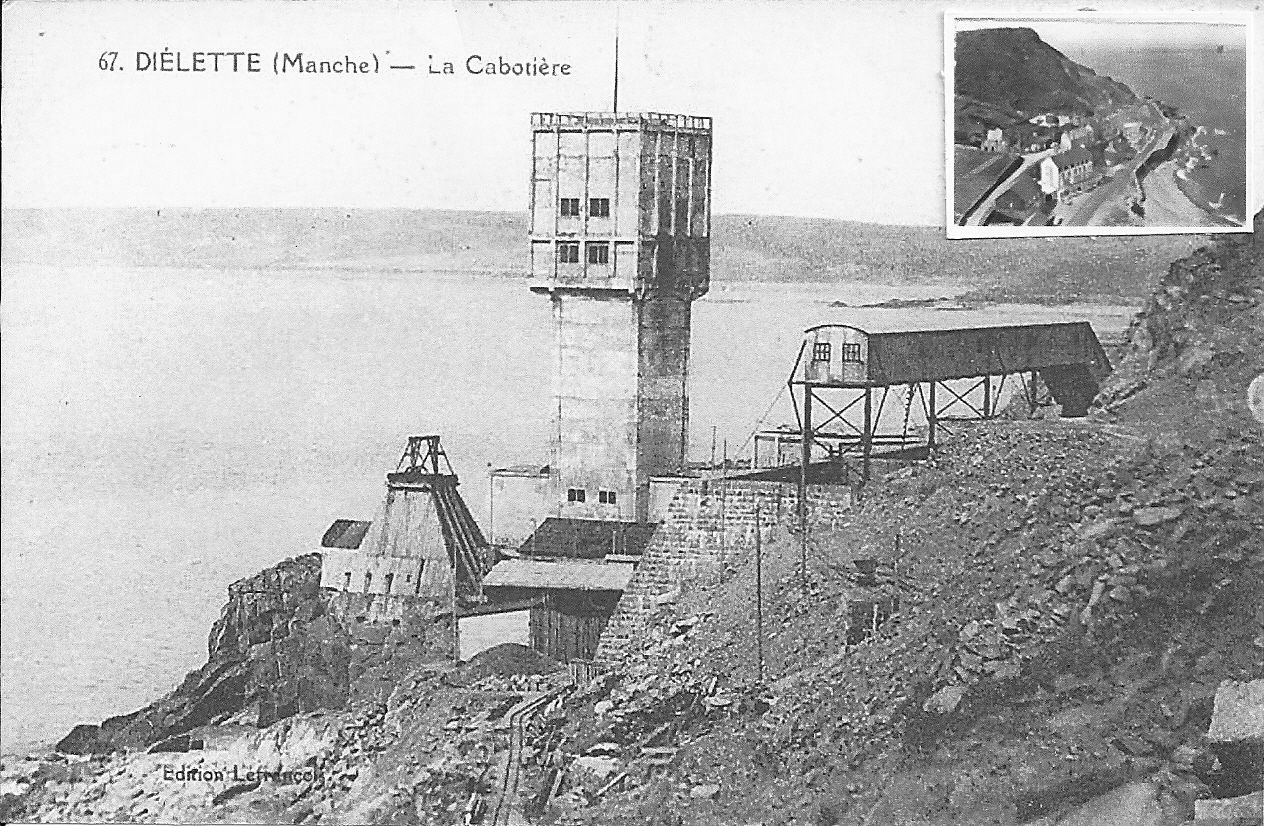
Förderturm des Bergwerks
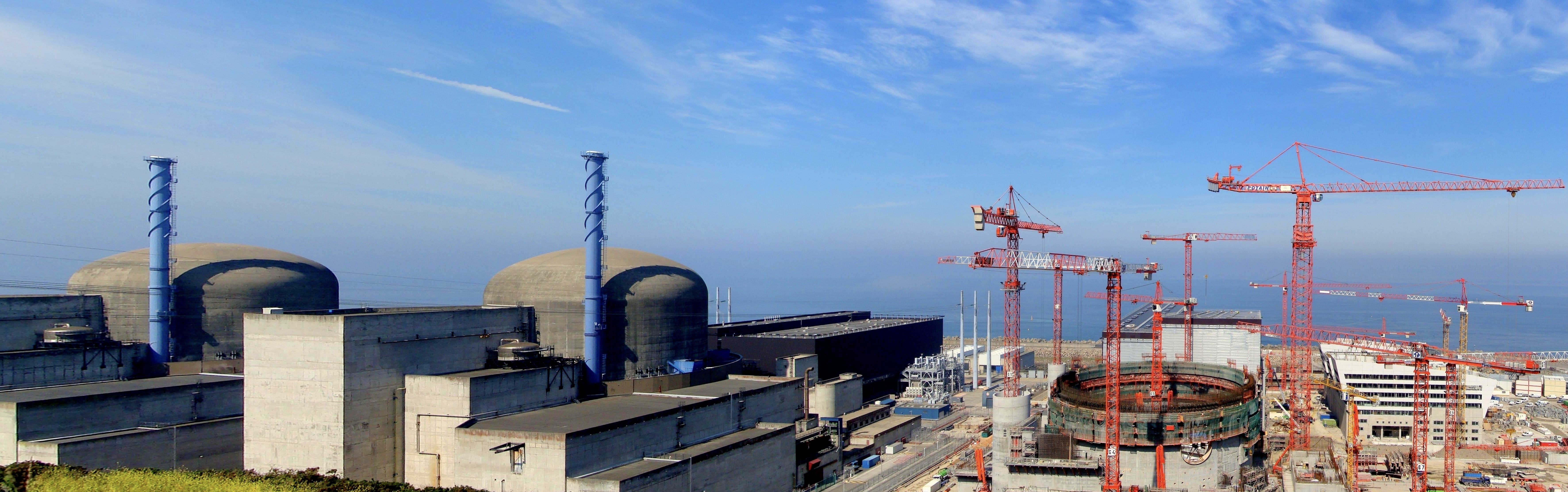
Kernkraftwerk

### Gliederung der Gemeinde
Flamanville erstreckt sich längs einer mehr als drei Kilometer langen Straße. Die Gemeinde besteht aus drei Teilen:
- Caubus südlich des Schlosses
- Cité Sainte-Barbe mit dem ehemaligen Untertagebergbau
- Flamanville mit Kirche und Rathaus

## Bevölkerungsentwicklung
| Jahr      | 1962 | 1968 | 1975 | 1982 | 1990 | 1999 | 2006 | 2012 | 2018 |
| Einwohner | 1541 | 1396 | 1194 | 1602 | 1781 | 1683 | 1686 | 1739 | 1766 |

## Sehenswürdigkeiten
- Château de Flamanville: Das Schloss aus dem 17. Jahrhundert ist auf den Überresten eines Gutshauses aus dem 11. Jahrhundert erbaut. Im Schlosspark befindet sich der Dahliengarten, dieser besteht aus:
  - einer Gemeindesammlung mit mehr als 100 Sorten, viele davon kommen aus dem Lyoner Park Tête d'Or;
  - der Sammlung des Konservatoriumsgartens mit mehr als 400 Sorten
- Kirche Saint-Germain aus dem 13. Jahrhundert
- 1867 gebauter Semaphor (Optischer Telegraf), 1988 in ein Restaurant umgewandelt
- Hafen Port-Diélette im Norden, teilweise auf dem Gebiet von Tréauville gelegen

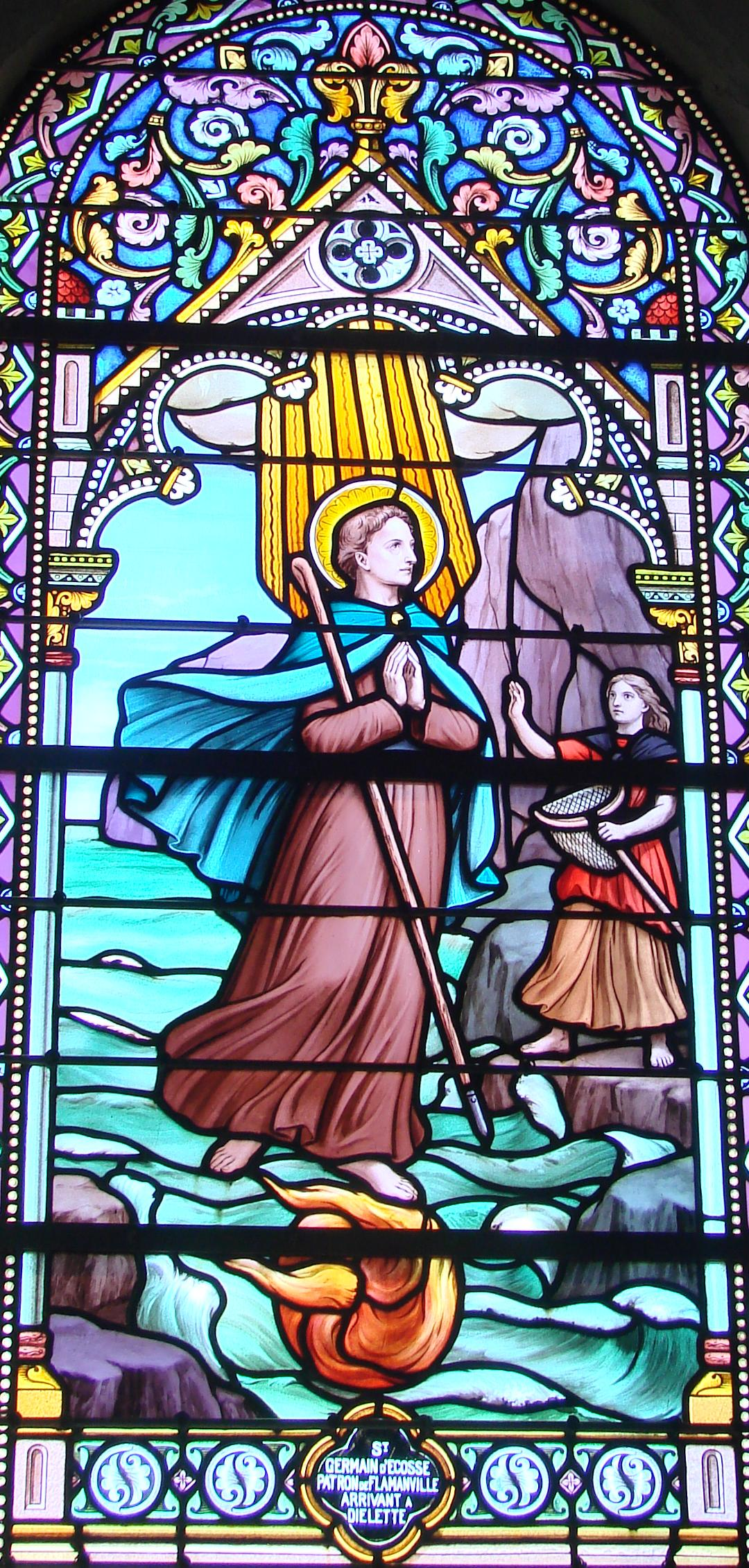
Saint Germain à la Rouelle bei der Ankunft in Diélette (Fenster der Kirche Saint-Germain)

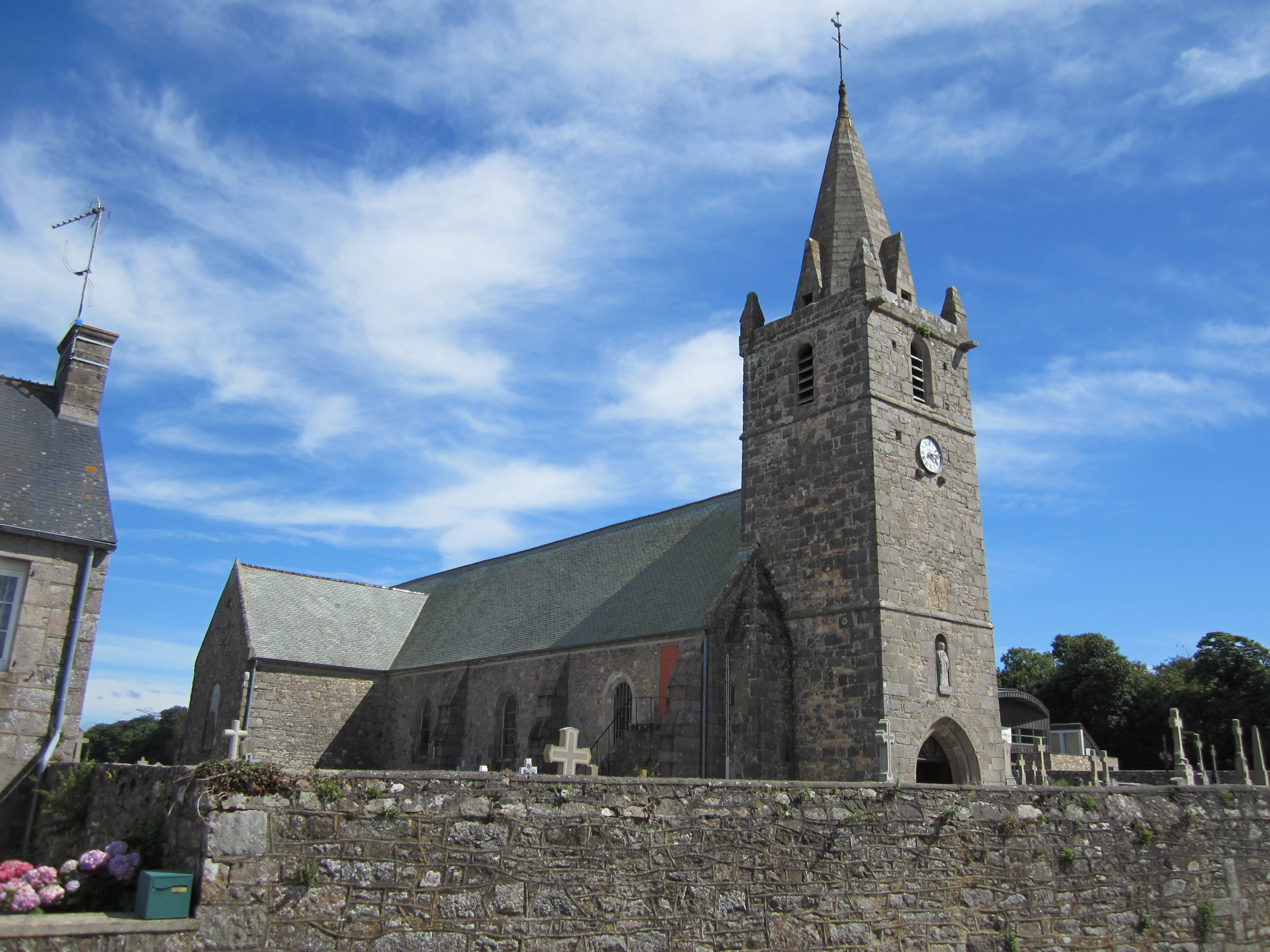
Kirche Saint-Germain

## Persönlichkeiten
- Saint Germain à la Rouelle (5. Jahrhundert), der den Drachen im Loch Baligan getötet haben soll.[8]
- Hervé de Flamanville (XVIIe siècle), Freiherr, dann Marquis von Flamanville, großer Vogt von Cotentin, ließ das heutige Schloss bauen.
- Jean-Hervé Basan de Flamanville (Schloss von Flamanville, 15. Februar 1666 – Perpignan, 5. Januar 1721), Sohn des Marquis Hervé de Flamanville. Er wurde Priester in Cherbourg, dann Generalvikar in Chartres, und Bischof von Perpignan durch Louis XIV. im Jahr 1695.[9]
- Lucien Goubert (1887–1964), Maler, wurde im Weiler Caubus geboren. Er hatte zahlreiche Landschaftsbilder gemalt und ist allerdings nur im Département Manche bekannt. Das Collège von Flamanville trägt seinen Namen.

## Bibliografie
- Hugues Plaideux: Une amitié méconnue. Jean-Jacques Rousseau et le marquis de Flamanville. In: Revue de la Manche. Band 39, Nummer 155, juillet 1997, ISSN 1161-7721, S. 7–22.
- Paul Vialar: La Maison sous la mer. Roman. Éditions Denoël, Paris 1941.